# Festa do Morro da Conceição
A Festa de Nossa Senhora da Conceição do Morro, popularmente conhecida por Festa do Morro ou Festa do Morro da Conceição, é um evento católico da cidade do Recife. Considerada a maior manifestação de religiosidade do estado de Pernambuco, a festa tem suas origens em 1904, quando o então bispo de Olinda e Recife, Dom Luís Raimundo da Silva Brito, atendendo a solicitação do Papa Leão XII, idealizou a construção de uma imagem da Virgem Maria na circunscrição da arquidiocese, de modo a comemorar o cinquentenário da proclamação solene do dogma da Imaculada Conceição, em 1854. A imagem de aproximadamente três metros e meio de altura, vinda de Paris e erigida num dos pontos culminantes da cidade do Recife, foi inaugurada em 8 de dezembro do mesmo ano, primeira edição edição da festa, que congregou milhares de fieis católicos. 
Desde então, a Festa do Morro da Conceição cresceu em importância, tendo se tornado o principal evento religioso do estado de Pernambuco, reunindo milhões de fieis a cada ano. Em 2022, a festa foi declarada Patrimônio Cultural Imaterial do Estado.